# 앤서니 리조
앤서니 빈센트 리조(Anthony Vincent Rizzo, 1989년 8월 8일 ~ )는 미국의 야구 선수이며, 현재 뉴욕 양키스의 주전 1루수를 맡고 있다.

## 아마추어 경력
앤서니 리조는 플로리다주의 마조리 스톤맨 더글라스 고등학교를 졸업하였다. 이후 본인은 플로리다 애틀랜틱 대학교를 진학하려고 했지만, 2007년 메이저리그 신인 드래프트에서 6라운드로 보스턴 레드삭스에 지명을 받게 되었고, 32만 5천 달러의 사이닝 보너스를 받고 레드삭스에 입단하게 된다.

## 선수 경력

### 샌디에이고 파드리스

#### 2011년
2010년 보스턴 레드삭스의 마이너 리그에서 활약하던 리조는 그 해 12월 6일에 케이시 켈리, 레이몬드 푸엔테스와 함께 아드리안 곤살레스를 상대로 샌디에이고 파드리스로 트레이드 되었다. 이후 그는 샌디에이고 파드리스의 산하 트리플 A팀인 투손 파드리스에서 활약하였고, 93경기에 출장하여 0.332의 타율과 26개의 홈런, 그리고 101개의 타점을 기록하는 등 좋은 활약을 보였다. 이러한 활약 덕분에 6월 9일에 열린 워싱턴 내셔널스와의 경기에서 메이저리그 데뷔전을 치르게 되었다. 하지만 이 경기를 포함해 49경기에 출장하여 0.141의 타율과 1개의 홈런, 그리고 9개의 타점을 기록하는 등 부진한 모습을 보여주었다.

### 시카고 컵스

#### 2012년
2011년 시즌 종료 후 샌디에이고 파드리스가 새로운 1루수인 욘데르 알론소를 영입하면서 리조의 자리가 애매해졌고, 결국 2012년 1월 6일에 잭 케이츠함께 앤드류 캐시너와 나경민을 상대로 시카고 컵스로 트레이드 되었다. 이후 리조는 시카고 컵스의
산하 트리플A 팀인 아이오와 컵스에서 시즌을 시작하였고, 6월 26일에 메이저리그로 콜업 되기 전까지 0.342의 타율과 23개의 홈런 그리고 62개의 타점을 기록하였다. 메이저리그에 콜업된 그는 7월에만 7개의 홈런을 기록하는 등 좋은 모습을 보여주었고, 내셔널 리그 이달의 신인상을 수상하였다. 이후에는 메이저리그에서 남은 시즌을 소화하였고, 87경기에 출장하여 0.285의 타율과 15개의 홈런, 그리고 48개의 타점을 기록하였다.

#### 2013년
2013년 시즌이 진행 중이었던 5월 16일에 리조는 소속팀인 시카고 컵스와 7년 4100만 달러의 연장 계약을 체결하였다. 이 계약은 팀의 클럽 옵션 실행 여부에 따라 최대 9년 7300만 달러까지 규모가 확장될 수 있는 계약으로 알려졌다. 그리고 이 해에 160경기에 출장하여 0.233의 타율과 23개의 홈런 그리고 80 타점을 기록하였다.

#### 2014년
2014년 시즌 개막 후 전반기에 93경기에 출장하여 0.275의 타율과 20개의 홈런, 그리고 49개의 타점을 기록하였고, 이러한 활약을 바탕으로 팀 동료인 스탈린 카스트로와 함께 내셔널 리그 올스타에 선정되었다. 또한 어린 선수들에게 강력한 롤모델이 되어준 선수에게 수여하는 상 브랜치 리키상을 24살의 나이로 수상하면서, 역대 최연소 수상 기록을 경신하였다. 이 시즌에는 140경기에 출장하여 0.286의 타율과 32홈런 78개의 타점을 기록하였고, 그 결과 내셔널 리그 MVP 투표에서 10위를 차지하였다.

#### 2015년
2015년에도 전반기에 좋은 모습을 보이면서 내셔널 리그 올스타에 선정되었다. 그리고 그 해 9월 8일에 마이클 와카를 상대로 개인 통산 100홈런과 300타점을 돌파하였다. 이 시즌에는 160경기에 출장하여 0.278의 타율과 31개의 홈런, 그리고 101개의 타점을 기록하는 등 시카고 컵스의 타선을 이끌었고, 시즌 종료 후에는 내셔널 리그 MVP 투표에서 4위에 선정되였다.

#### 2016년
2016년 시즌에는 전반기에 84경기에 출장하는 동안 21개의 홈런과 63개의 타점을 기록하였고, 내셔널 리그 올스타 투표에서 팬 최다 득표로 올스타에 선정되었다. 이 시즌에는 155경기에 출장하여 0.292의 타율과 32개의 홈런과 109개의 타점을 기록하는 등 작년보다 발전된 모습을 보여주었고, 팀도 포스트시즌에 진출한다. 포스트시즌에서는 샌프란시스코 자이언츠와의 내셔널 리그 디비전 시리즈에서는 0.067의 타율을 기록하는 등 부진하였지만, 이후 내셔널 리그 챔피언십 시리즈, 월드 시리즈에서 3할 2푼 이상의 타율을 기록하는 등 좋은 모습을 보여주었고, 팀은 월드 시리즈에서 아메리칸 리그 챔피언십 시리즈 우승팀인 클리블랜드 인디언스를 상대로 승리하면서 108년 만에 월드 시리즈 우승을 달성하였다. 이러한 활약을 바탕으로 그는 내셔널 리그 MVP 투표에서 4위를 차지하였다. 또한 공격과 수비에서 모두 좋은 모습을 보이며 내셔널 리그 골드글러브와 실버슬러거를 동시에 차지하였다. 또한 그해 리그에서 가장 뛰어났던 수비수에게 선정하는 플래티넘글러브를 수상하였다.

#### 2017년
2017년 시즌 개막 후 팀 타선이 부진하면서 주로 배치되던 타순인 3번이나 4번 외에도 팀의 리드 오프로도 14경기에 출장하는 등의 모습을 보여주었다. 이 시즌에 157경기에 출장하여 0.273의 타율과 32개의 홈런, 그리고 109개의 타점을 기록하였다. 하지만 포스트시즌에서는 0.135의 타율과 1개의 홈런 만을 기록하는 등 전체적으로 아쉬운 모습을 보여주었다. 시즌 종료 후에는 그가 자선 활동을 통해 소아암 치료 연구에 힘쓴 점을 인정 받아 메이저리그의 사회봉사 공로 상인 로베르토 클레멘테 상을 수상하였다.

#### 2018년
2018년 시즌 개막 후인 4월 10일에 등 부상을 당하면 개인 통산 첫 부상자 명단에 등록되었다. 또한 7월 23일 애리조나 다이아몬드백스와의 경기에서 당시 감독이었던 조 매든이 9회 투 아웃 상황에 리조를 투수로 기용하면서 메이저리그 데뷔 후 처음으로 투수로 출장하게 되었다. 그리고 그 경기에서 상대 타자였던 A.J. 폴록을 중견수 뜬 공으로 잡아내면서 무실점으로 이닝을 마무리했다. 이 시즌에는 153경기에 출장하여 0.283의 타율과 25홈런 그리고 101개의 타점을 기록하였다. 또한 애틀랜타 브레이브스의 프레디 프리먼과의 경쟁 끝에 개인 통산 두 번째 내셔널 리그 골드글러브를 수상하였다.

#### 2019년
2019년 5월 6일에 열린 마이애미 말린스와의 경기에서 홈런을 기록하면서 개인 통산 200홈런을 달성하였다. 이 시즌에 146경기에 출정하는 동안 0.293의 타율과 27개의 홈런과 94개의 타점을 기록하였다. 또한 시즌 종료 후에는 통산 3번째 내셔널 리그 골드글러브를 수상하였다.

#### 2020년
2020년에는 코로나19로 인해 치러진 60경기 단축 시즌이 진행되었고, 그는 이 중 58경기에 출장하여 0.222의 타율과 11개의 홈런과 24개의 타점을 기록하였다. 또한 시즌 종료 후에는 개인 통산 4번째 내셔널 리그 골드글러브 1루수 부문에 선정되었다.

#### 2021년
2021년 개막 후 92경기에 출장하여 0.248의 타율과 14개의 홈런, 그리고 40개의 타점을 기록하였다. 특히 4월 28일에 열린 애틀랜타 브레이브스와의 경기에서는 0:10으로 뒤진 7회 말 노아웃 상황에서 개인 통산 두 번째 투수 등판 기회를 가졌고, 로날드 아쿠냐 주니어를 볼넷으로 내보내기는 했지만 요한 카마르고와 프레디 프리먼을 각각 1루수 앞 땅볼과 삼진 아웃으로 잡아낸 후 맷 더피로 교체되었다. 그리고 그 해 7월 29일에 알렉산더 비즈카이노와 케빈 알칸타라를 상대로 뉴욕 양키스로 트레이드 되었다.

### 뉴욕 양키스

#### 2021년
트레이드 발표 후 바로 다음 날인 7월 30일에 열린 마이애미 말린스와의 경기에서 뉴욕 양키스 선수로서 데뷔전을 치르게 되었다. 그리고 이 경기를 포함한 2경기에서 5타수 4안타 2홈런을 기록하는 등 좋은 모습을 보여주었다. 이후 코로나19로 인해 부상자 명단에 등재되기도 하였지만, 이후에는 큰 문제 없이 시즌을 소화하였다. 그 결과 양키스 이적 후 49경기에 출장하여 0.249의 타율과 8개의 홈런 그리고 21개의 타점을 기록하였다. 정규시즌 종료 후 치러진 보스턴 레드삭스와의 아메리칸 리그 와일드카드에서 홈런을 기록하기도 하였지만 팀은 2:6으로 패배하고 만다. 시즌 종료 후 그는 FA 자격을 취득하였다.

#### 2022년
시즌 종료 후 FA 자격을 취득하였고, 2022년 3월 17일에 뉴욕 양키스와 2년 3200만 달러에 1년차 시즌 후 옵트 아웃 조항(잔여 연봉을 포기하고 다시 FA 자격을 취득할 수 있는 조항)을 포함한 계약을 체결하면서 팀에 잔류하였다. 이 시즌에는 130경기에 출장하는 동안 0.224의 타율과 32개의 홈런 그리고 75개의 타점을 기록하였다. 또한 포스트시즌에 진출한 후에도 0.276의 타율과 2홈런과 8개의 타점을 기록하는 등의 좋은 모습을 보여주었지만, 팀은 아메리칸 리그 챔피언십 시리즈에서 휴스턴 애스트로스를 상대로 4연패를 당하며 탈락하게 된다. 시즌 종료 후 옵트 아웃 조항을 실행하면서 다시 FA 자격을 취득하게 되었고, 2022년 12월 15일에 2년 3400만 달러에 팀 옵션(2년 차 시즌 종료 후 원소속팀이 팀 옵션 실행 시 계약이 1년 자동 연장, 또한 원소속팀이 이를 거부할 시 선수에게 600만 달러의 바이아웃 지급 후 방출)을 포함한 계약을 체결하면서 양키스에 잔류하게 되었다.

## 국제 대회 경력
앤서니 리조는 이탈리아계 이민자 출신으로, 이러한 혈통을 바탕으로 2013년 월드 베이스볼 클래식에서 이탈리아 야구 국가대표팀 신분으로 대회에 참가하였다.

## 수상 경력
- 내셔널 리그 골드글러브 1루수 부문 4회 (2016년, 2018년, 2019년, 2020년)
- 내셔널 리그 실버슬러거 1루수 부문 1회 (2016년)
- 내셔널 리그 올스타 3회 (2014년, 2015년, 2016년)
- 내셔널 리그 플래티넘 글러브 1회 (2016년)
- 로베르토 클레멘테 상 1회 (2017년)

## 연도별 성적

### 연도별 타격 성적
| 연 도  | 소 속  | 경 기 | 타 석 | 타 수 | 득 점 | 안 타 | 2 루 타 | 3 루 타 | 홈 런 | 루 타 | 타 점 | 도 루 | 도 루 자 | 희 생 번 | 희 생 플 | 볼 넷 | 고 4 | 사 구 | 삼 진 | 병 살 타 | 타 율 | 출 루 율 | 장 타 율 | O P S |
| ------ | ------ | ----- | ----- | ----- | ----- | ----- | ------- | ------- | ----- | ----- | ----- | ----- | -------- | -------- | -------- | ----- | ---- | ----- | ----- | -------- | ----- | -------- | -------- | ----- |
| 2011년 | SDP    | 40    | 153   | 128   | 9     | 18    | 8       | 1       | 1     | 31    | 9     | 2     | 1        | 0        | 0        | 21    | 1    | 4     | 46    | 2        | .141  | .281     | .242     | .523  |
| 2012년 | CHC    | 87    | 368   | 337   | 44    | 96    | 15      | 0       | 15    | 156   | 48    | 3     | 2        | 0        | 1        | 27    | 1    | 3     | 62    | 7        | .285  | .342     | .463     | .805  |
| 2013년 | CHC    | 160   | 690   | 606   | 71    | 141   | 40      | 2       | 23    | 254   | 80    | 6     | 5        | 0        | 2        | 76    | 7    | 6     | 127   | 12       | .233  | .323     | .419     | .742  |
| 2014년 | CHC    | 140   | 616   | 524   | 89    | 150   | 28      | 1       | 32    | 276   | 78    | 5     | 4        | 0        | 4        | 73    | 7    | 15    | 116   | 8        | .286  | .386     | .527     | .913  |
| 2015년 | CHC    | 160   | 701   | 586   | 94    | 163   | 38      | 3       | 31    | 300   | 101   | 17    | 6        | 0        | 7        | 78    | 9    | 30    | 105   | 9        | .278  | .387     | .512     | .899  |
| 2016년 | CHC    | 155   | 676   | 583   | 94    | 170   | 43      | 4       | 32    | 317   | 109   | 3     | 5        | 0        | 3        | 74    | 8    | 16    | 108   | 13       | .292  | .385     | .544     | .928  |
| 2017년 | CHC    | 157   | 691   | 572   | 99    | 156   | 32      | 3       | 32    | 290   | 109   | 10    | 4        | 0        | 4        | 91    | 11   | 24    | 90    | 21       | .273  | .392     | .507     | .899  |
| 2018년 | CHC    | 153   | 665   | 566   | 74    | 160   | 29      | 1       | 25    | 266   | 101   | 6     | 4        | 0        | 9        | 70    | 15   | 20    | 80    | 11       | .283  | .376     | .470     | .846  |
| 2019년 | CHC    | 146   | 613   | 512   | 89    | 150   | 29      | 3       | 27    | 266   | 94    | 5     | 2        | 0        | 3        | 71    | 3    | 27    | 86    | 15       | .293  | .405     | .520     | .924  |
| 2020년 | CHC    | 58    | 243   | 203   | 26    | 45    | 6       | 0       | 11    | 84    | 24    | 3     | 1        | 0        | 2        | 28    | 4    | 10    | 38    | 6        | .222  | .342     | .414     | .755  |
| 2021년 | CHC    | 92    | 376   | 323   | 41    | 80    | 16      | 3       | 14    | 40    | 4     | 2     | 0        | 0        | 3        | 36    | 2    | 14    | 59    | 10       | .248  | .346     | .446     | .792  |
| 2021년 | NYY    | 49    | 200   | 173   | 32    | 43    | 7       | 0       | 8     | 74    | 21    | 2     | 0        | 0        | 2        | 16    | 0    | 9     | 28    | 5        | .249  | .340     | .428     | .768  |
| '21계  | NYY    | 141   | 576   | 496   | 73    | 123   | 23      | 3       | 22    | 218   | 61    | 6     | 2        | 0        | 5        | 52    | 2    | 23    | 87    | 15       | .248  | .344     | .440     | .783  |
| 2022년 | NYY    | 130   | 548   | 465   | 77    | 104   | 21      | 1       | 32    | 223   | 75    | 6     | 5        | 0        | 2        | 58    | 6    | 23    | 101   | 13       | .224  | .338     | .480     | .817  |
| 2023년 | NYY    | 99    | 421   | 373   | 45    | 91    | 14      | 0       | 12    | 141   | 41    | 0     | 3        | 0        | 1        | 35    | 1    | 12    | 97    | 10       | .244  | .328     | .378     | .706  |
| 통산   | 13시즌 | 1635  | 6961  | 5951  | 884   | 1567  | 326     | 22      | 295   | 2822  | 930   | 72    | 44       | 0        | 43       | 754   | 75   | 213   | 1143  | 142      | .263  | .364     | .474     | .838  |

- 2023년 기준, 굵은 글씨는 시즌 최고 성적.

### 연도별 투구 성적
| 연 도     | 소 속     | 등 판 | 선 발 | 완 투 | 완 봉 | 무 4 구 | 승 리 | 패 전 | 세 이 브 | 홀 드 | 승 률 | 타 자 | 이 닝 | 피 안 타 | 피 홈 런 | 볼 넷 | 고 4 | 몸 맞 | 탈 삼 진 | 폭 투 | 보 크 | 실 점 | 자 책 점 | 평 자 책 | W H I P |
| --------- | --------- | ----- | ----- | ----- | ----- | ------- | ----- | ----- | -------- | ----- | ----- | ----- | ----- | -------- | -------- | ----- | ---- | ----- | -------- | ----- | ----- | ----- | -------- | -------- | ------- |
| 2018년    | CHC       | 1     | 0     | 0     | 0     | 0       | 0     | 0     | 0        | 0     | ----  | 1     | 0.1   | 0        | 0        | 0     | 0    | 0     | 0        | 0     | 0     | 0     | 0        | 0.0      | 0.00    |
| 2021년    | CHC       | 1     | 0     | 0     | 0     | 0       | 0     | 0     | 0        | 0     | ----  | 3     | 0.2   | 0        | 0        | 1     | 0    | 0     | 1        | 0     | 0     | 0     | 0        | 0.00     | 1.500   |
| 통산：2년 | 통산：2년 | 2     | 0     | 0     | 0     | 0       | 0     | 0     | 0        | 0     | ----  | 4     | 1.0   | 0        | 0        | 1     | 0    | 0     | 1        | 0     | 0     | 0     | 0        | 0.00     | 1.000   |